# Ligue épirote
Pour les articles homonymes, voir Ligue.
Sauf précision contraire, les dates de cet article sont sous-entendues « avant l'ère commune », c'est-à-dire « avant Jésus-Christ ».

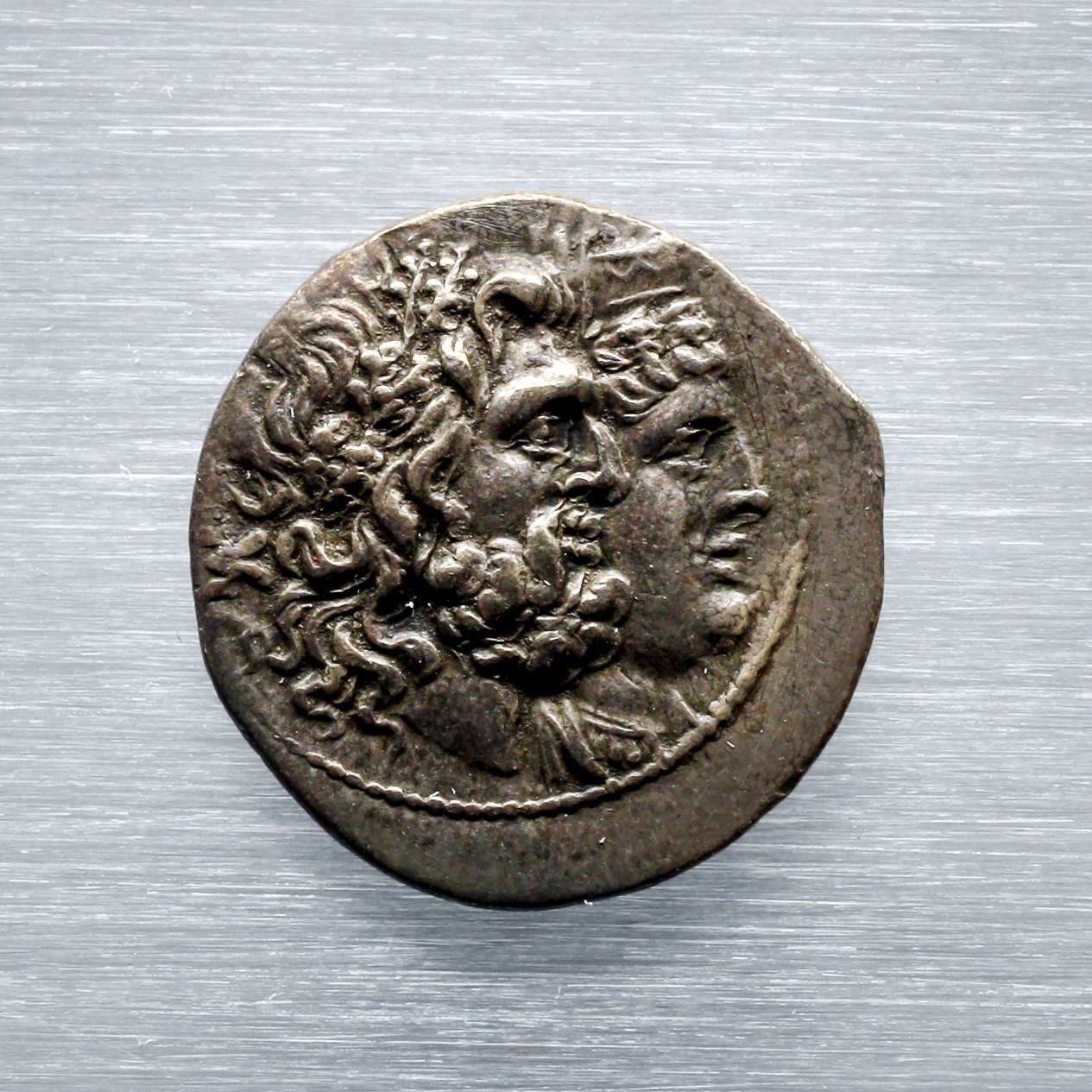
Drachme d'argent de la Ligue épirote (vers -200)

La Ligue épirote est un État fédéral du nord-ouest de la Grèce antique réunissant plusieurs tribus (ethnè) entre la fin du IVe siècle et le début du IIe siècle. Les principales tribus épirotes sont les Molosses, eux-mêmes organisés en royaume, les Thesprotes et les Chaoniens. La ligue est dirigée par un hegemon (chef) désigné par l'assemblée fédérale, et qui est le plus souvent le roi molosse.
La ligue se dissout en 170 au début de la Troisième guerre de Macédoine lorsque les Molosses décident de s'allier au roi de Macédoine Persée tandis que les Thesprotes et les Chaoniens optent pour l'alliance romaine.